# کوارتت زهی شماره ۶ (بتهوون)
کوارتت زهی شماره ۶ (انگلیسی: String Quartet No. 6) در سی بمل ماژور، اپوس ۱۸، شماره ۶، ساختهٔ لودویگ فان بتهوون است، در سال ۱۸۰۱ منتشر گردید و به جوزف فرانتس ماکسیمیلیان لوبکوویتس اهدا شد.

## موومان‌ها
کوارتت در چهار موومان است:
1. آلگرو کُن بریو در سی بمل ماژور
2. آداجیو ما نون تروپو در می بمل ماژور
3. اسکرتسو: آلگرو در سی بمل ماژور
4. آداجیو، آلگرتو در سی بمل ماژور

### موومان اول
موومان اول در فرم سونات است. تم اول با گفتگو بین «ویولن اول» و ویلنسل شروع می‌شود. پس از مدتی، گفتگو از ویلنسل به «ویولن دوم» منتقل می‌گردد و سپس به گام نمایان (فا ماژور) و در ادامه برای معرفی تم دوم، پس از حدود ۴۵ میزان، به فا مینور مدولاسیون می‌شود. بعد از آن تم اول و دوم تکرار می‌شود سپس با تمرکز روی «حرکت چرخشی»، بخش بسط و گسترش در فا ماژور آغاز می‌گردد. در ادامه، توسعهٔ موومان به ر ماژور و سپس به سل ماژور تغییر می‌کند و در نهایت قبل از اینکه به بازگشایش در سی بمل ماژور وارد شود، به فا ماژور برمی‌گردد. در بازگشایش، تم دوم در سی بمل ماژور باقی می‌ماند و در انتها موومان بدون کودا به پایان می‌رسد.

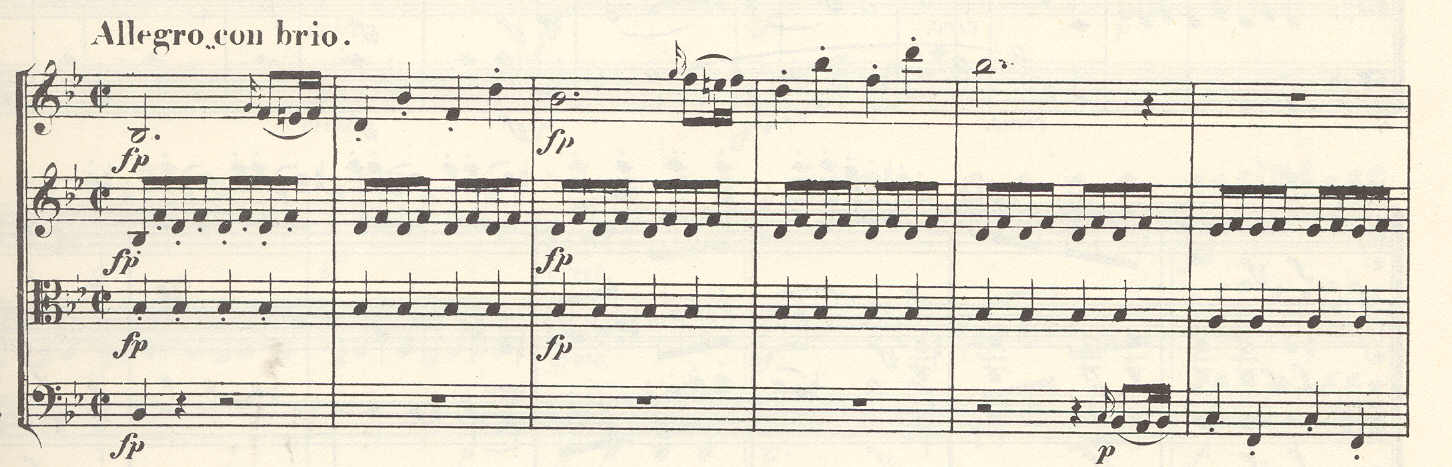
شروع تم اول با ویولن

### موومان دوم
موومان دوم در می بمل ماژور است و با اجرای یک ملودی تغزلی توسط ویولن اول با میزان‌بندی 2
4 آغاز می‌شود. در ادامه، موومان با حرکت به سوی یک گام مینور و با سکوت‌ها و آکسان‌های غیرمنتظره، تغییر حالت می‌دهد.

### موومان سوم
موومان سوم یک اسکرتسو است که به سی بمل ماژور بر می‌گردد.

### موومان چهارم
موومان چهارم با عبارت «این قطعه باید با بیشترین ظرافت نواخته شود»، احتمالاً نقطهٔ برجسته و محورِ کوارتت شناخته می‌شود. بخش اول با میزان‌بندی 2
4، علامت آداجیو و واژهٔ «لا مالیکونیا» (مالیخولیا) مشخص شده‌است. بخش دوم با علامت آلگرتو کواسی آلگرو (کمی تند و نزدیک به تند) در 3
8 است که تداعی‌کنندهٔ سریع و آسانی از یک «رقص سالن» وینی یا یک ملودی محلی آلمانی است. بخش دوم در تضاد با بخش اول ادامه می‌یابد اما در نهایت با یک آکورد هفت کاسته با نوانس فورتیسیمو متوقف می‌شود. در ادامه، یک برگشت مختصر از بخش اول (۱۰ میزان)، سپس برگشت مختصر از بخش دوم (۵ میزان) در مینور و بازهم بازگشت کوتاه‌تر به بخش اول (فقط ۲ میزان) اجرا می‌گردد. به دنبال آن بخش سوم قرار می‌گیرد که در واقع یک بازگشت طولانی‌تر از بخش دوم است و از سل ماژور شروع می‌شود و به سی بمل ماژور خاتمه می‌یابد.

## یادداشت
1. ↑  Joseph Franz Maximilian Lobkowitz
2. ↑  Questo pezzo si deve trattare colla più gran delicatezza
3. ↑  La Malinconia
4. ↑  Allegretto quasi allegro

## یادکرد
1. ↑  Lewis Lockwood, Beethoven The Music and The Life p. 166
2. ↑  Joseph Kerman The Beethoven Quartets p. 75
3. ↑  Joseph Kerman The Beethoven Quartets p. 76

### مطالعه بیشتر
- Beethoven The Music and The Life, Lewis Lockwood. New York, W.W. Norton & Co., 2003
- The Beethoven Quartets, Joseph Kerman.  New York, W.W. Norton & Co., 1966.  شابک ‎۰−۳۹۳−۰۰۹۰۹−۲
- The Beethoven Quartet Companion, edited by Robert Winter and Robert Martin. (1994: University of California Press)
- Johnson, Douglas (Autumn 1970). "Beethoven's Sketches for the Scherzo of the Quartet Op. 18, No. 6". Journal of the American Musicological Society. 23 (3): 385–404. doi:10.2307/830612.